# Pozo de las Paredes

Pozo de las Paredes. Se observa el puente al fondo.

El Pozo de las Paredes es una charca situada en el municipio abulense de San Juan de Gredos y más concretamente en Navacepeda de Tormes. Es una zona de baño muy popular a la que acuden muchas personas a lo largo del verano. El charco se encuentra presidido por un puente medieval (porpularmente se le califica como "romano" pero no lo es) conservado en su totalidad y transitable, tanto a pie como en coche.
Es una zona muy pintoresca enclavada en el cauce del río Barbellido que unos metros por debajo del charco se une al Tormes. Hay, en la zona superior, una zona de recreo para comer y con un restaurante. Desde el Pozo de las Paredes se puede acceder a Gredos siguiendo un camino que pasa por diversas fuentes.